# Olur
Olur là một huyện thuộc tỉnh Erzurum, Thổ Nhĩ Kỳ. Huyện có diện tích 798 km² và dân số thời điểm năm 2007 là 8812 người, mật độ 11 người/km².